# Арпунк
Арпунк (вірм. Արփունք) — село у марзі Гегаркунік, на сході Вірменії. Село розташоване на північ від міста Варденіс та на південний схід від міста Чамбарак.
Сільська церква, що розташована за 3 км від села датується 15 століттям.